# Радин До
Радин Дол је приградско насеље у Пироту. 
Насеље Радин До се пружа од железничке станице у правцу северозапада поред саме пруге нешто више од два километра дужине и до три стотине метара максималне ширине да би се у правцу запада завршило викенд кућицама. 
Насеље је први пут настањено шездесетих година двадесетог века. Један од фактора за насељавање насеља био је благ однос администрације према градњи на овом подручју јер нису познати случајеви насилног спречавања градње или рушења већ подигнутих објеката. 
Назив је насеље добило по локалитету Радин Дол. Насеље је једна удолина не превише уска и не превише дубока и завршава се на оном месту где су подигнуте прве куће. 
Радин До је ситуиран ка северозападном гравитационом подручју.
Просторно ширење овог насеља је природно или вештачки ограничено: с јужне стране је железничка пруга и пут Пирот - Књажевац а иза њих је индустријски рејон (са Слободном зоном Пирот, индустријом Први мај и фабриком Тигар) а са севера је насеље Провалија и то је крајња граница ширења насеља. Ако се пређе преко те границе, губи се јединство насеља јер је наредни потез окренут сасвим на другу страну и спушта се право у село Градашницу. У правцу истока спаја се са насељем Провалија које је делимично већ изграђени део града а делимично већ изграђен од стране миграната који су дошли из села Висок.